# Ngawen (Wedung)
Ngawen is een bestuurslaag in het regentschap Demak van de provincie Midden-Java, Indonesië. Ngawen telt 1791 inwoners (volkstelling 2010).